# Роксоляна (повість)
«Роксоляна» — історична повість українського письменника, автора історичних повістей та оповідань Осипа Назарука, яку серед творів про Роксолану досі вважають найкращою.
Роксоляна — одна з героїнь — русинська дівчина, яка, потрапивши в татарський ясир, зуміла не тільки вижити, а й піднятися на найвищий щабель турецької ієрархії — стати всемогутньою султаншею. Вивчення джерельних матеріалів з історії Туреччини, літератури й етнографії України дало можливість автору з великою майстерністю відтворити епоху і психологічно правдиво змалювати образи головних героїв повісті.
Повість написана в час війни та революції в 1918—1926 роках у Львові, на Херсонщині, у Відні й Філадельфії, а перероблено у Львові в 1927—1929 роках.

## Сюжет
В основу повісті лягли історичні події першої половини XVI століття, пов'язані з діяльністю Сулеймана I Великого-Пишного (1520—1566), одного з наймогутніших правителів Османської імперії, та української дівчини Насті Лісовської з Рогатина, яка, потрапивши у 1520 році в полон до татар, стала дружиною турецького султана. Настя відома у всьому світі як Роксолана — жінка з Русі. Протягом сорока років вона брала активну участь у політичному житті Османської імперії та прагнула захистити український народ.
Тема повісті — зображення двох світів: християнського, в якому — безправне становище простих людей у важкі часи історичної доби XVI ст., коли західноукраїнські землі, перебуваючи під владою Польщі, потерпали від нападів турецьких завойовників, та мусульманського, у якому панує диктатура влади, жорстокості й насильства.
Ідея повісті — утвердження думки автора про те, що міцна вдача, велика сила волі, цілеспрямованість та щира любов до рідного краю здатні вивищити людину над безоднею безправ'я та зневаги; гімн чистому і світлому коханню; засудження насильства, жорстокості, власності.

## Розділи
Повість складається з 18 розділів:
1. СТРАШНЕ ВЕСІЛЛЯ
2. ОЙ БИТИМ ШЛЯХОМ КИЛИЇМСЬКИМ, ОЙ ДИКИМ ПОЛЕМ ОРДИНСЬКИМ…
3. В ОБЛАСТІ ТАТАРСЬКИХ АУЛІВ
4. У КРИМУ
5. В ШКОЛІ НЕВОЛЬНИЦЬ В СТРАШНІМ ГОРОДІ КАФІ
6. В НЕВІДОМУ БУДУЧНІСТЬ
7. В ЦАРГОРОДІ НА АВРЕТБАЗАРЇ
8. СЛУЖНИЦЯ В СУЛТАНСЬКІЙ ПАЛАТІ
9. І ЗАЧАЛАСЯ БОРОТЬБА НЕВОЛЬНИЦ! З ПАНОМ ТРЬОХ ЧАСТЕЙ СВІТУ
10. В ПАРКУ ІЛЬДІЗ – КІОСКУ
11. ПЕРША ПОДОРОЖ НА ПРОЩУ РОКСОЛЯНИ
12. “І ДВА ВЕСІЛЛЯ, А ОДНОГО МУЖА…”
13. УРОДИНИ ПЕРВОРОДНОГО СИНА РОКСОЛЯНИ
14. “…А ЧЕРВОНА КРОВЦЯ НА РУЧЕНЬКАХ ТВОЇХ…”
15. СУЛТАНКА МІСАФІР
16. БОГ ВСЕМОГУЧИЙ
17. ДЖІГАД
18. ГАДДЖ РОКСОЛЯНИ

## Видання
Вперше повість було видано в 1930 році. Довгий час творчість Осипа Назарука була під забороною.
У 1990 році у Львові вийшло друком відтворене репринтне видання 1930 року.
В 1997 році перевидано у ТОВ «ЛТД».
У 2014 році опубліковано у видавництві Знання в серії Класна література.